# Deltiologija
Ovaj članak je vezan za praksu sakupljanja razglednica. Za članak o samim razglednicama, vidi Razglednica.
Deltiologija (od grčkog δελτίον, deltion, deminutiv od δέλτος, deltos, "pisati pismo"; i -λογία, -logia) je nauka o proučavanju i sakupljanju razglednica. Profesor Randal Rouds iz Ešlanda, skovao je ovu reč 1945 koja je prihvaćena kao opis proučavanja slike an razglednici. Prošlo je oko 20 godina dok se nije prvi put pojavila u rečniku. U poređenju sa filatelijom, identifikacija mesta prikazanog an razglednici i godine izdanja često su nemoguć zadatak jer se razglednice, za razliku od poštanskih markica, proizvode bez ikakvih pravila. Iz ovog razloga, neki kolekcionari su ograničili svoje želje na određene umetnike i izdavače, ili na vreme i mesto.

## Identifikacija
Postoji nekoliko opštih pravila za utvrđivanje kada je razglednica štampana. Razglednice se uglavnom šalju nekoliko godina nakon objavljivanja tako da poštanski žig pomaže datiranje razglednice. Ako je razglednica originalan i nije reprint, originalni datum štampanja razglednice može biti na osnovu stvari kao što su odeća koju su nosili ljudi na razglednici, vreme kada su proizvođeni automobili koji se vide, i druge vremenski povezane stvari. Razglednice koje je proizvodila Curt Teich Company mogu biti datirane ako je poštanski pečat na zadnjoj strani vidljiv, pošto je kompanija štampala datum na mestu za markicu. Smatra se da Joe Tiberio ima najveću kolekciju razglednica na svetu. Vodič kroz godine izdavanja se može naći ovde Guide to dating Teich cards
Razglednice sa slikama (PPCs) se pripisuju "Zlatnom dobu razglednica" (1898–1919), the time of the linens (circa 1930-1950), or to the modern chromes (after 1940).

## Spoljašnje veze
- Worldwide postcard exchange project
- UK online archive from the public English Heritage Archive, of nearly 5000 postcards collected by Nigel Temple. Use Advanced Search/Collections/Nigel Temple Postcards to view. The main theme of this collection is public parks and gardens. Coverage of the collection is national, and the bulk of the postcards date between 1900 and 1910.
- postaletrice A growing collection of select vintage photographic postcards from all over the world, classified by location and topic.